# العوامرة الجنوبية (زوادة)
العوامرة الجنوبية هي إحدى مشيخات المملكة المغربية، تتبع جغرافيا لإقليم العرائش وإداريًا لزوادة. يقدر عدد سكانها بـ 9838 نسمة حسب الإحصاء الرسمي للسكان والسكنى لسنة 2004.